# Stan McQuay
Stan Michael McQuay (Japán, Jokoszuka, 1973. július 12. –) az Amerikai Egyesült Államokban (Canoga Park) élő japán profi testépítő. A testépítés mellett személyi edzőként és fitneszmodellként is dolgozik. Kamaszgyerekként nehezen kezelhető volt, rossz társaságba keveredett, a rendőrséggel is meggyűlt a baja, de még időben szakított a veszélyes életformával, mielőtt valóban komoly bajba került volna.

## Élete
McQuay édesanyja japán, keresztneve: Mari. Édesapja ír, keresztneve: Steve. Az apa az amerikai haditengerészetnél szolgált, Nagaszaki volt az egyik állomáshelye, akkor ismerkedett meg Marival. A szülőknek 5 évvel később még egy fiuk született, Michael Stevens, aki nem lett testépítő, de alkalmanként fellép bátyja műsoraiban. Stan még kisfiú volt, mikor a család az Amerikai Egyesült Államokba költözött, előbb Illinois déli részére, majd a kaliforniai Van Nuysbe, végül a  szintén kaliforniai Canoga Parkba. McQuay ott folytatta iskolai tanulmányait. A sportok közül eleinte az amerikai futball érdekelte. Tagja volt a Pop Warnernek (gyerekek számára létrehozott csapat), később a főiskolán pedig running back játékos volt. Noha csapata nem volt igazán sikeres, mégis úgy gondolta, hogy ebben a sportágban kíván érvényesülni, és barátaival kemény edzésbe fogott. 23 éves korában találkozott két profi testépítővel, akik meggyőzték őt arról, hogy foglalkozzon inkább a testépítéssel. Mivel ebben gyorsan eredményes, sikeres és népszerű lett, végleg elkötelezte magát mellette. Hogy szellemileg is képezze magát, az 1990-es évek második felében a Northridge-i Egyetemen előbb pénzügyet, majd kineziológiát tanult.

## Versenyzői eredményei
- 1997 ABA California Natural Championships: 1. hely
- 1998 Musclemania: váltósúly, 2. hely
- 1999 Musclemania: váltósúly, 1. hely
- 2000 NPC California Championships: középsúly, 1. hely
- 2000 Musclemania Superbody: 1. hely
- 2000 Musclemania Professional: 2. hely
- 2000 NPC USA Championships: középsúly, 4. hely
- 2001 Musclemania Superbody Professional: 1. hely
- 2002 NPC USA Championships: középsúly, 1. hely
- 2003 NPC Nationals: középsúly, 2. hely
- 2004 NPC Nationals: középsúly, 2. hely
- 2006 NPC Nationals: félnehézsúly, 1. hely (pro card)

## Külső hivatkozások
- McQuay honlapja
- Angol nyelvű interjú